# Юніон (Західна Вірджинія)
Юніон (англ. Union) — місто (англ. town) в США, в окрузі Монро штату Західна Вірджинія. Населення — 419 осіб (2020).

## Географія
Юніон розташований за координатами 37°35′27″ пн. ш. 80°32′24″ зх. д. / 37.59083° пн. ш. 80.54000° зх. д. (37.590736, -80.540015).  За даними Бюро перепису населення США в 2010 році місто мало площу 1,16 км², з яких 1,16 км² — суходіл та 0,00 км² — водойми.

## Демографія
Згідно з переписом 2010 року, у місті мешкало 565 осіб у 264 домогосподарствах у складі 156 родин. Густота населення становила 487 осіб/км².  Було 310 помешкань (267/км²).
Расовий склад населення:
| - 94,9 % — білих - 2,5 % — чорних або афроамериканців - 0,2 % — корінних американців |

До двох чи більше рас належало 1,6 %. Частка іспаномовних становила 0,7 % від усіх жителів.
За віковим діапазоном населення розподілялося таким чином: 21,8 % — особи молодші 18 років, 53,8 % — особи у віці 18—64 років, 24,4 % — особи у віці 65 років та старші. Медіана віку мешканця становила 44,3 року. На 100 осіб жіночої статі у місті припадало 92,8 чоловіків;  на 100 жінок у віці від 18 років та старших — 84,9 чоловіків також старших 18 років.
Середній дохід на одне домашнє господарство  становив 36 484 долари США (медіана — 28 409), а середній дохід на одну сім'ю — 47 055 доларів (медіана — 39 750). За межею бідності перебувало 30,8 % осіб, у тому числі 48,1 % дітей у віці до 18 років та 9,5 % осіб у віці 65 років та старших.
Цивільне працевлаштоване населення становило 193 особи. Основні галузі зайнятості: виробництво — 20,7 %, освіта, охорона здоров'я та соціальна допомога — 20,2 %, мистецтво, розваги та відпочинок — 14,0 %, роздрібна торгівля — 10,9 %.